# Rugby Europe Women's Sevens 2022
El Rugby Europe Women's Sevens de 2022 fue la decimonovena temporada del circuito de selecciones nacionales femeninas europeas de rugby 7.

## Calendario
| Torneo                          | Ciudad   | Fecha                  | Campeón |
| ------------------------------- | -------- | ---------------------- | ------- |
| Seven Femenino de Lisboa 2022   | Lisboa   | 25-26 de junio de 2022 | Polonia |
| Seven Femenino de Cracovia 2022 | Cracovia | 1-3 de julio de 2022   | Irlanda |

## Tabla de posiciones
| Pos | País            | POR | POL | Puntos |
| --- | --------------- | --- | --- | ------ |
| 1   | Polonia         | 20  | 18  | 38     |
| 2   | Irlanda         | 14  | 20  | 34     |
| 3   | Escocia         | 18  | 14  | 32     |
| 4   | Francia         | 16  | 10  | 26     |
| 5   | España          | 10  | 16  | 26     |
| 6   | Bélgica         | 8   | 12  | 20     |
| 7   | República Checa | 12  | 8   | 20     |
| 8   | Alemania        | 6   | 4   | 10     |
| 9   | Rumania         | 4   | 6   | 10     |
| 10  | Gales           | 3   | 3   | 6      |

| Bandera de Polonia |
| Campeón Polonia    |
| 1º título          |